# Aleksander Babicki
Aleksander Babicki (ur. 1860 w Lublinie, zm. ?) – polski adwokat, polityk i działacz społeczny, poseł do Drugiej Dumy Państwowej.

## Życiorys
Po ukończeniu gimnazjum w Piotrkowie Aleksander Babicki studiował prawo na Cesarskim Uniwersytecie Warszawskim, w 1883 roku uzyskując absolutorium. Powrócił do Piotrkowa, gdzie pracował jako pomocnik adwokata a następnie adwokat przysięgły. Był jednym z założycieli i pierwszym dyrektorem piotrkowskiego Towarzystwa Kredytowego Miejskiego. Publikował w „Tygodniku Piotrkowskim”. W 1897 roku przeniósł się do Łodzi, gdzie w spółce z adwokatami Maternickim i Żelazowskim prowadził Łódzkie Biuro Obrończe. Był również prezesem zarządu I Kasy Oszczędnościowo-Pożyczkowej oraz II Łódzkiego Towarzystwa Wzajemnego Kredytu. Udzielał się także w działalności społecznej, między innymi jako prezes Łódzkiego Towarzystwa Śpiewaczego „Lutnia” oraz członek zarządu Towarzystwa Krzewienia Oświaty.
We wrześniu 1905 roku wszedł w skład Polskiego Komitetu Wyborczego w Łodzi, w roku następnym bezskutecznie kandydował w wyborach do I Dumy z ramienia Polskiej Partii Postępowej. Ponownie wziął udział w wyborach do II Dumy w 1907 roku, tym razem skutecznie. W Dumie brał udział w pracach Komisji Finansowej, zaś po rozwiązaniu parlamentu powrócił do Łodzi, rezygnując z kandydowania w kolejnych wyborach. Wycofał się z działalności politycznej, pozostając aktywnym na polu społecznym, między innymi jako prezes zarządu Ligi Przeciwgruźliczej i zastępca członka zarządu Towarzystwa Muzeum Nauki i Sztuki.
Jego losy po 1910 roku pozostają nieznane.